# ぼくらは三つ子の男の子
「ぼくらは三つ子の男の子」（ぼくらはみつごのおとこのこ）は、日本の楽曲。作詞：柴田陽平、作曲：鈴木邦彦。

## 概要
1978年4月から5月、NHKの『みんなのうた』で紹介。文字通り「三つ子」の兄弟を歌った歌で、1番は自分達の紹介、2番は長男が隣の老人の盆栽を壊した事で、次男（主人公）と三男が老人に濡れ衣を着されて叱られ、3番は外見が同じ事でいたずらをしまくるも、母親にはかなわないという内容。歌は「クリケッツ」という、少年少女5人組が歌っている。映像は若井丈児製作のアニメ。
再放送は1年後の1979年4月から5月のみ（その事に関しては後述）だったが、「みんなのうた発掘プロジェクト」で映像が視聴者から提供され、2012年3月19日深夜（3月20日未明）放送の『みんなのうた発掘スペシャル』で、33年弱ぶりに再放送された。

## 1979年版に関する事項
1979年版で再放送された時はクリケッツではなく、日本コロムビアから発売されたカバー版で歌っていたSPSシンガーズが担当した。なぜクリケッツ版が使用されなかったかは不明。なお『発掘スペシャル』、2018年4月 - 5月の再放送で放送された映像ではクリケッツ版が使われた。